# OMEGA Heavyweight Championship
El Campeonato Peso Pesado de OMEGA fue un campeonato de lucha libre profesional. Fue el campeonato de mayor importancia de la empresa OMEGA. El título fue introducido en 1997 y desactivado en 2000.

## Lista de campeones
| Luchador:                                                                                         | Reinado N°: | Derrotó a:                                                                                            | Fecha:                  | Lugar:                         |
| ------------------------------------------------------------------------------------------------- | ----------- | --- | ----------------------- | ------------------------------ |
| Sweet Dreamz                                                                                      | 1           | Surge]], en las finales de un torneo                                                                  | 2 de agosto de 1997     | Southern Pines, North Carolina |
| Jeff Hardy                                                                                        | 1           | derrotó a Sweet Dreamz en un TLC Match                                                                | 5 de diciembre de 1997  | Southern Pines, North Carolina |
| Surge                                                                                             | 2           | Jeff Hardy                                                                                            | 5 de diciembre de 1997  | Southern Pines, North Carolina |
| Willow                                                                                            | 2           | Derrotó a Venom, Sabio Vega y a Surge en un Extreme Rules Match                                       | 5 de diciembre de 1998  | Durham, North Carolina         |
| Vacante                                                                                           | N/A         | el reinado de Willow le duró una hora y después lo dejó vacante tras anunciar su salida de la empresa | 5 de diciembre de 1998  | N/A                            |
| Venom                                                                                             | 1           | Pirata morgan                                                                                         | 5 de diciembre de 1998  | Durham, North Carolina         |
| Cham-Pain                                                                                         | 1           | Venom                                                                                                 | julio de 1999           | Beulaville, North Carolina     |
| Vacante                                                                                           | N/A         | Por razones desconocidas                                                                              | 5 de diciembre de 1999  | N/A                            |
| Steve Corino                                                                                      | 1           | N/A                                                                                                   | 1 de diciembre de 2000  | Southern Pines, North Carolina |
| Desactivado                                                                                       | N/A         | Debido al cierre de la empresa                                                                        | 2 de diciembre de 2000  | N/A                            |
| Jeff Hardy                                                                                        | 1           | Derrotó a Matt Hardy, CW Anderson, Tommy Dreamer, Trevor Lee y Caprice Coleman                        | 28 de febrero de 2015   | Durham, North Carolina         |
| El título fue dejado vacante en mayo 2, 2015 debido a una lesión en la pierna haciendo motocross. |             | |                         |                                |
| Trevor Lee                                                                                        | 1           | Derrotó a CW Anderson y Matt Hardy para ganar el título vacante.                                      | 2 de mayo de 2015       | Cameron, North Carolina        |
| Matt Hardy                                                                                        | 2           | Trevor Lee                                                                                            | 21 de noviembre de 2015 | Smithfield, North Carolina     |

## Datos interesantes
- Reinado más largo: Surge, 365 días.
- Reinado más corto: Jeff Hardy,3 Minutos .
- Campeón más pesado: Venom, 125 kg (275 lb).
- Campeón más liviano: Cham-Pain, 85 kg (187 lb).